# Entwurmung
Als Entwurmung, populär auch Wurmkur, bezeichnet man die Gabe eines Anthelminthikums (Wurmmittel oder Entwurmungsmittel). In den Industrieländern ist damit in der Regel der Einsatz in der Nutz- und Haustierhaltung gemeint. Entwurmungsmittel wirken idealerweise gegen ein definiertes, wirkstoffabhängiges Innenparasitenspektrum. Die Entwurmung erfolgt in der Praxis entweder auf Verdacht (ohne vorherigen diagnostischen Nachweis von Würmern bzw. deren Eiern) oder therapeutisch (bei Vorliegen einer konkreten Erkrankung nach entsprechender Diagnose – siehe auch Selektive Entwurmung). Medikamente gegen Bandwürmer nennt man Taenifuga remedia oder Taenicia.

## Umweltaspekte und Resistenzen bei der Weidetierentwurmung
Die in der Nutztierhaltung eingesetzten Entwurmungsmittel sind nicht nur für die Parasiten, sondern auch für Nicht-Zielorganismen hoch-toxisch. Je nach Wirkstoff und Weidezugang führen die Fäzes behandelter Tiere zu einem starken Rückgang der individuen- und biomassereichen Dunginsekten (v. a. Diptera und Coleoptera), die wiederum eine zentrale Nahrungsressource für viele Vögel (z. B. Blauracke) oder Fledermäuse (z. B. Großes Mausohr) darstellen. Vor allem in Grünlandgebieten wie den deutschen Mittelgebirgen könnte der Einsatz von Entwurmungsmitteln einen Anteil am Insektensterben haben. Die weit verbreitete Behandlung auf Verdacht (prophylaktisch) führt ungleich stärker zu Resistenzen der Parasiten. Diese Resistenzen sind aufgrund der nur sehr geringen Wirkstoffanzahl (Ausweichpräparate) hoch-problematisch und in Deutschland bzw. weltweit vielfach nachgewiesen. Von einer Behandlung ohne Diagnose (Kotprobe) sollte unbedingt abgesehen werden: Sie führt nicht nur ungleich stärker zu Resistenzen und bei Weidezugang zu negativen Veränderungen der Insektenfauna, sondern auch zu Nebenwirkungen beim Nutztier. Behandelt werden sollten so stets auch nur erkrankte Einzeltiere, nie die ganze Herde. Zur Diagnose des Befallsdrucks mit Parasiten bzw. zur Kontrolle des Therapieerfolges eignen sich Einzel- oder Sammelkotproben, welche zur Absicherung nach kurzem Zeitraum wiederholt werden sollten. Um die Auswirkungen auf Nicht-Zielorganismen möglichst gering zu halten, sollten behandelte Tiere im Optimalfall für eine gewisse Karenzzeit eingestallt werden.

## Tierartspezifische Aspekte

### Wiederkäuer

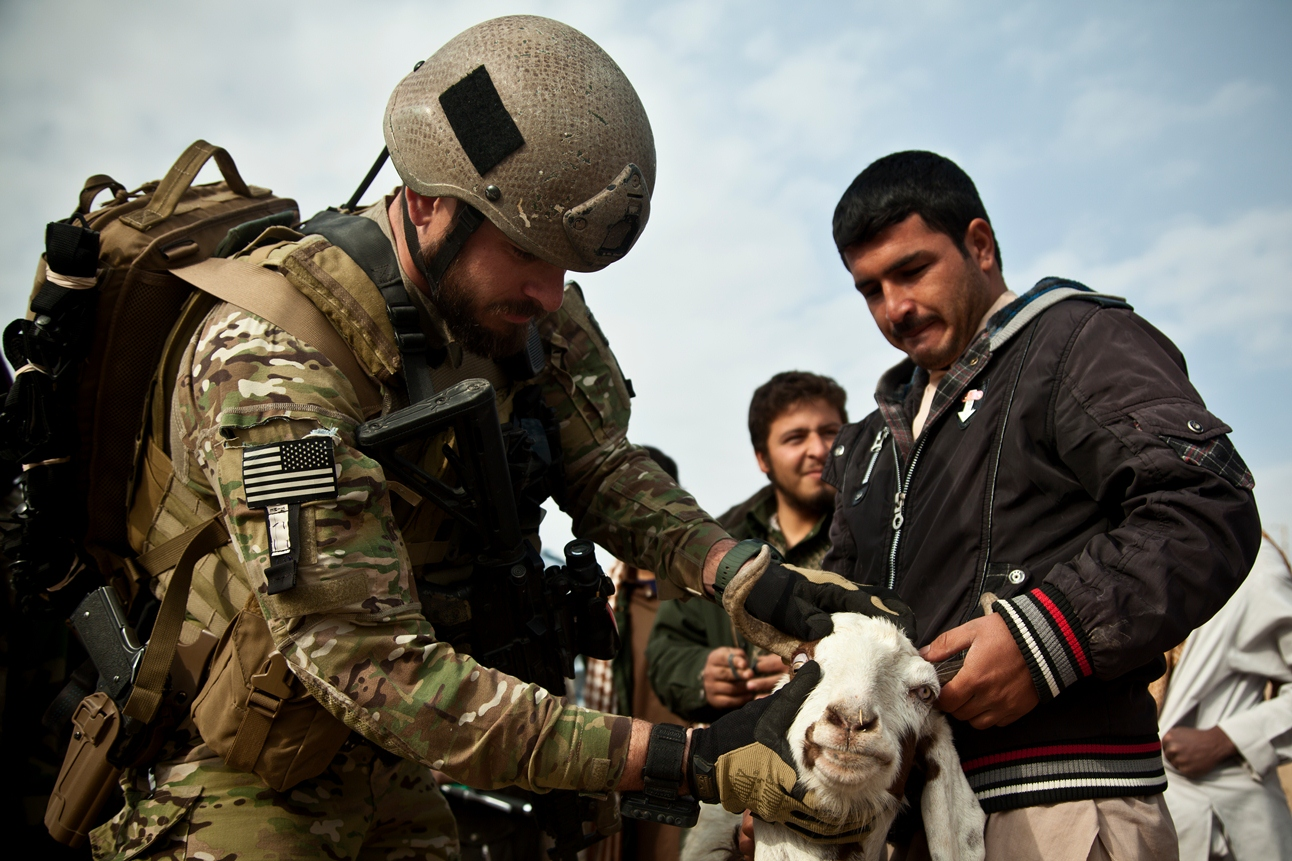
Ein US-Soldat zeigt einem afghanischen Bauern, wie man Würmer an einer Ziege entdeckt

Wiederkäuer (z. B. Rinder, Schafe, Ziegen) werden von Fadenwürmern (Nematoden), Saugwürmern (Trematoden) und Bandwürmern (Cestoden) befallen. Wiederkäuer sind nie ganz frei von Innenparasiten. Ein gewisser Befallsgrad ist normal und nicht behandlungsbedürftig. Muss nach einer entsprechenden Diagnose behandelt werden, sollte nach Möglichkeit eingestallt werden. Wird die Herde durch den Zukauf neuer Tiere ergänzt, kann bei diesen neuen Tieren auch eine prophylaktische Entwurmung sinnvoll sein. Mitunter kommen folgende Wirkstoffe bei Wiederkäuern zum Einsatz: Albendazol, Febantel, Fenbendazol, Levamisol, Monepantel, Oxfendazol, Ivermectin und Moxidectin, gegen den Großen Leberegel auf der Basis von Triclabendazol und Closantel.

### Pferde und Esel
Pferde und Esel werden vor allem von Fadenwürmern (Nematoden), Saugwürmern (Trematoden) und Bandwürmern (Cestoden) befallen. Zudem können einige andere Insekten, wie beispielsweise Larven der Magendasseln, Pferde befallen. Auch bei Equiden ist ein gewisser Befallsgrad mit Innenparasiten natürlich. Zur Entwurmung von Pferden werden vorwiegend Präparate aus der Wirkstoffgruppe der Avermectine, vor allem Ivermectin gegen Rund- und Saugwürmer sowie Magendasseln eingesetzt. Gegen Bandwürmer gibt es den Wirkstoff Praziquantel in verschiedenen Kombinationspräparaten. Im Herbst steigt die Anzahl von Moosmilben auf den Weiden drastisch an, welche als Überträger der Bandwürmer gelten und vom Pferd mitgefressen werden.

### Hund und Katze
Hund und Katze sind häufig mit verschiedenen Fadenwürmern und Bandwürmern befallen (→ Bandwurmerkrankungen des Hundes, Fadenwurminfektionen des Hundes und Wurminfektionen der Katze). Der European Scientific Counsel Companion Animal Parasites (ESCCAP) – die europäische Vereinigung der Fachleute für Parasiten bei Hund und Katze – empfiehlt, dass sich Haustierhalter von Veterinärmedizinern beraten lassen sollen. Vermeintlich harmlose Hausmittel wie Kokosöl, Zwiebeln oder Knoblauch können Allergien und Vergiftungen bei den Tieren verursachen. Außerdem ist die Wirksamkeit gegen Würmer nicht wissenschaftlich belegt.
Zu den Wirkstoffen, die bei Hunden und Katzen verwendet werden, gehören u. a. Eprinomectin, Milbemycinoxim, Praziquantel sowie Emodepsid. Einige Wirkstoffe werden als Kombinationspräparate zur gleichzeitigen Bekämpfung von Ektoparasiten eingesetzt.
In mehreren Staaten, die bislang frei vom Fuchsbandwurm sind oder von denen dies vermutet wird, bestehen Beschränkungen für die Einfuhr von Tieren die potenzielle Träger einer Infektion mit dem Fuchsbandwurm sind. Großbritannien, Irland, Malta, Norwegen, Schweden und Finnland verlangen beim Grenzübertritt mit Heimtieren wie Hunden oder Hauskatzen eine Bescheinigung über eine kürzlich durchgeführte Entwurmung. Diese Regelungen stehen im Einklang mit dem Recht der Europäischen Union.

## Entwurmung beim Menschen
In Entwicklungsländern sind Entwurmungsprogramme mit Anthelminthika ein Beitrag für die öffentliche Gesundheit mit gutem Kosten/Nutzen-Verhältnis (siehe Kopenhagener Konsens).